# Franz Wagner
Franz Wagner (Imperi Austrohongarès, 23 de setembre de 1911-Viena, 8 de desembre de 1974) fou un futbolista austríac de les dècades dels 30 i 40.
Fou 18 cops internacional amb Àustria, amb qui disputà la Copa del Món de 1934 a Itàlia. Després de l'annexió d'Àustria per Alemanya, disputà 3 partits amb aquesta selecció i participà en el Mundial de França 1938. Pel que fa a clubs, passà quasi la totalitat de la seva carrera al SK Rapid Wien.